# 蒼南県
蒼南県（そうなん-けん）は中華人民共和国浙江省に位置する省直轄の県であり、しばらく温州市に代理管轄されている。

## 行政区画
- 鎮：霊渓鎮、宜山鎮、銭庫鎮、金郷鎮、藻渓鎮、橋墩鎮、礬山鎮、赤渓鎮、馬站鎮、望里鎮、炎亭鎮、大漁鎮、莒渓鎮、南宋鎮、霞関鎮、沿浦鎮
- 民族郷：鳳陽シェ族郷、岱嶺シェ族郷